# Carl Blechen

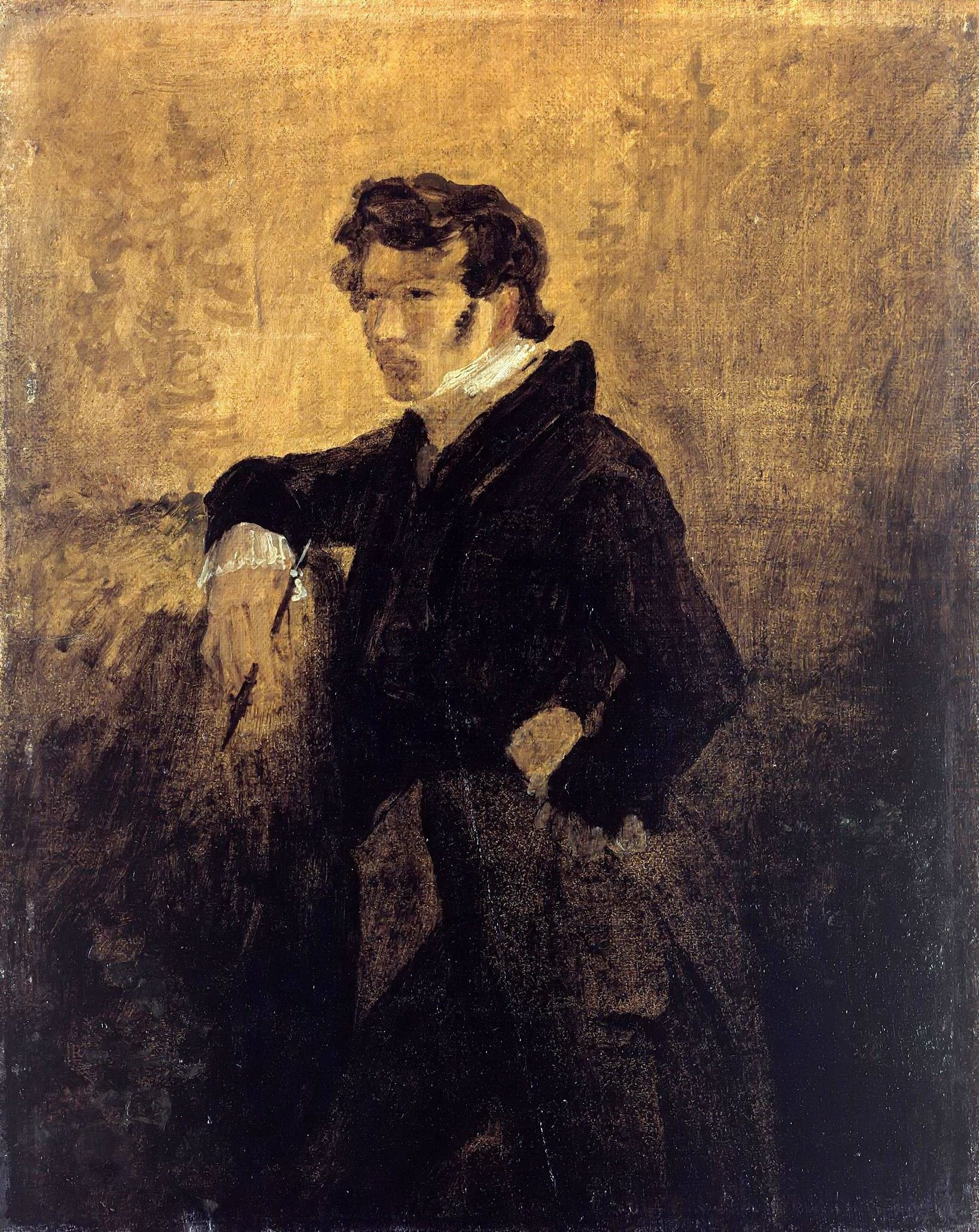
Carl Blechen
Autoritratto, 1823-25 ca

Carl Blechen (Cottbus, 29 luglio 1798 – Berlino, 23 luglio 1840) è stato un pittore tedesco, e insegnante presso l'Accademia der Künste berlinese.

## Biografia
Nacque a Cottbus nel 1798, figlio di Adrian Blechen, funzionario delle imposte, e di Mutter Johanna Christiana Happatz, figlia di un operaio, appassionati di cultura e di arte.
Nel decennio compreso tra il 1805 e il 1815, Blechen intraprese la sua formazione scolastica presso il liceo cittadino, perfezionata da corsi di arte svolti sotto la guida di Christian Gottlieb Lemmrich.
Poiché i suoi genitori non potevano permettersi i soldi per ulteriori studi, Blechen iniziò un apprendistato come impiegato di banca, che completò nel 1819.
Subito dopo, si arruolò volontario per unirsi, per un anno, al battaglione dei Garde-Pionier-Bataillon. Dopo di che incominciò a lavorare in una banca e nel suo tempo libero, si dedicò sempre più della pittura. 
Intorno al 1822 divenne allievo dapprima dell'Accademia der Künste a Berlino e poi dell paesaggista P.L.Lütke, e successivamente si interessò ai pittori paesaggisti olandesi del Seicento.
L'anno successivo si accostò al romanticismo simbolico di Friedrich e ricevette la forte l'influenza del romanticismo più stravagante di Schinkel.
Si sposò il 27 dicembre 1824 con la modista Henriette Boldt e due anni dopo Blechen fu ammesso alla Associazione degli artisti berlinesi.
Nel periodo intercorrente fra il 1824 e il 1827 eseguì una serie di lavori decorativi per le scenografie teatrali del Königsstädtischen Theater berlinese situato presso la Alexanderplatz.
Nel biennio 1828 e 1829 il suo lungo soggiorno italiano (Napoli, Capri, Amalfi, Roma, Assisi, La Spezia, Rapallo) lo indirizzò verso una visione della pittura più libera, nella quale la ricerca formale venne sostituita da abbozzi e anticipazioni preimpressioniste, con l'aggiunta di elementi realistici. La sua tendenza fu di creare atmosfere naturali con effetti di luce e colore grandiosi. Dopo il suo viaggio in Italia, l'effetto della luce solare risultò il motivo determinante dei suoi paesaggi. Durante la sua permanenza in Italia incontrò, tra gli altri, il pittore Carl Götzloff. 
Rientrato in patria fu attirato da una forma di romanticismo ricco di sfumature psicologiche.
Dal 1831 Blechen assunse il ruolo di insegnante presso l'Accademia berlinese e due anni dopo incominciò una serie di viaggi e di soggiorni nello Harz.
Negli ultimi anni di vita subì stati psicologici depressivi che limitarono le sue produzioni artistiche.
Il 23 luglio 1840 Carl Blechen morì a causa di un disturbo mentale.

## Galleria d'immagini

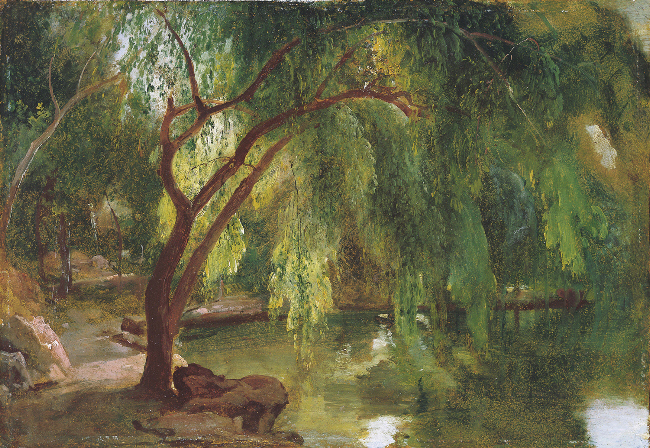
Giardini berlinesi 1825
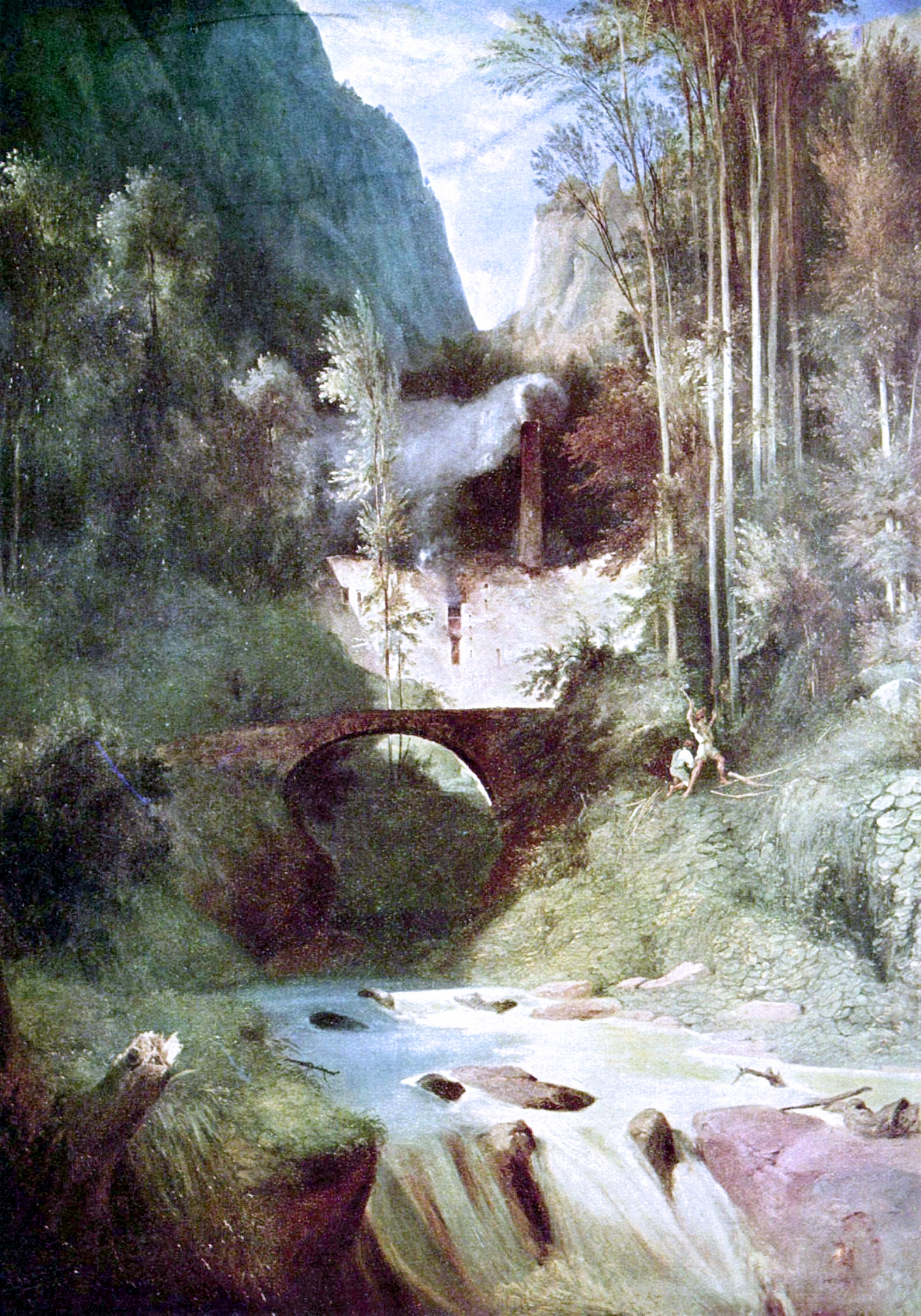
Gola nel bosco, Amalfi 1825
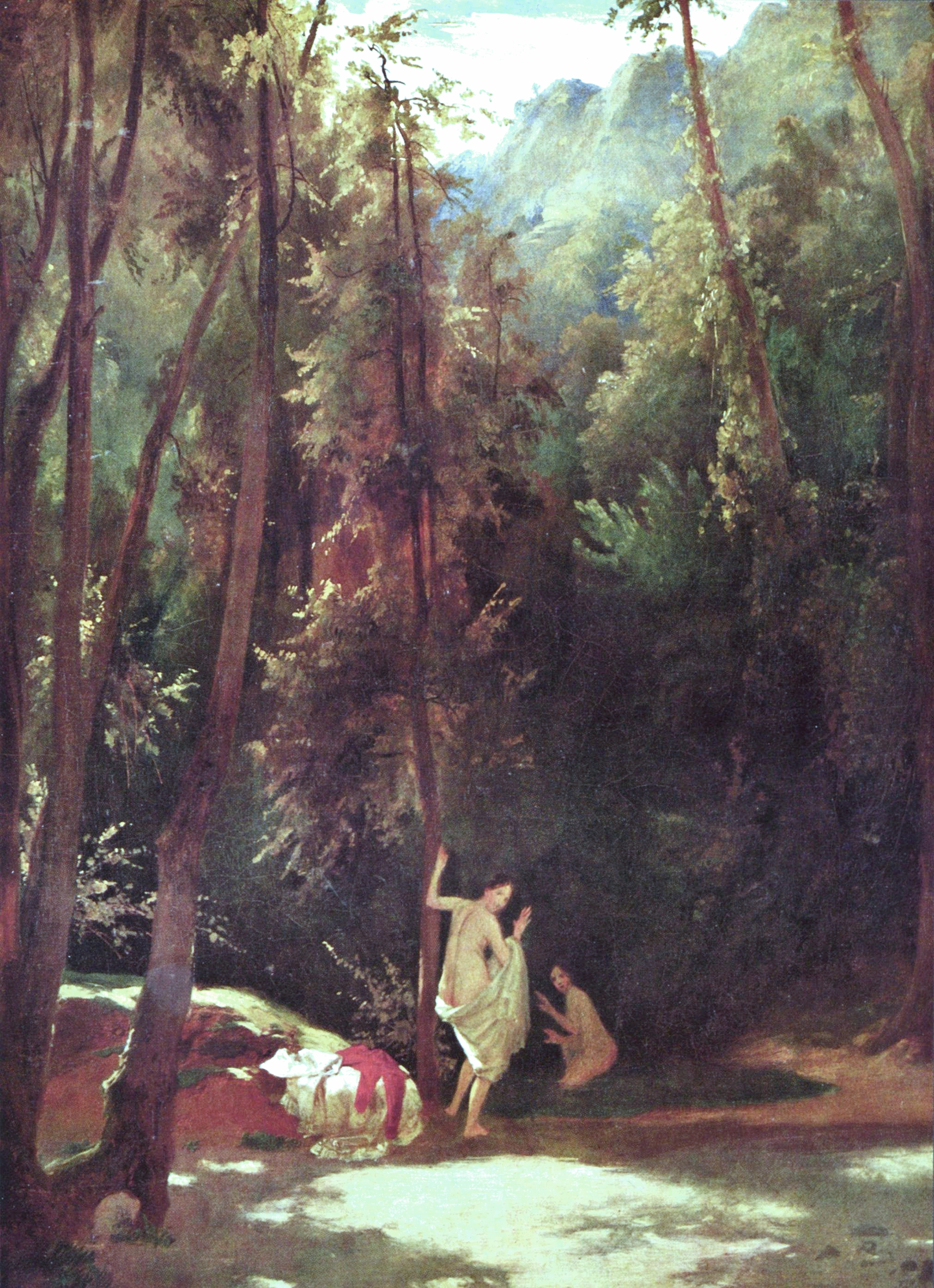
Parco di Terni 1829
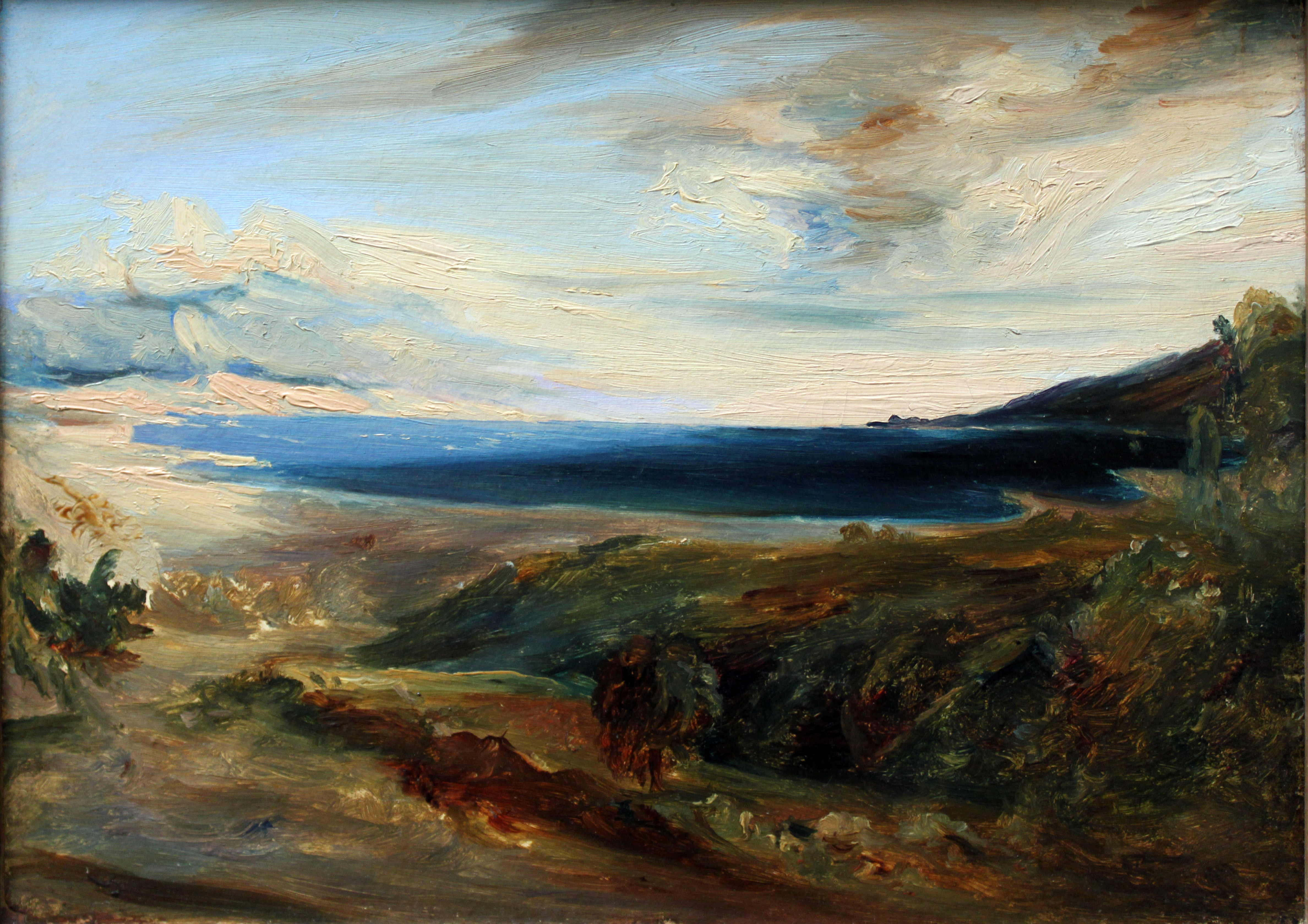
Il Golfo della Spezia 1829
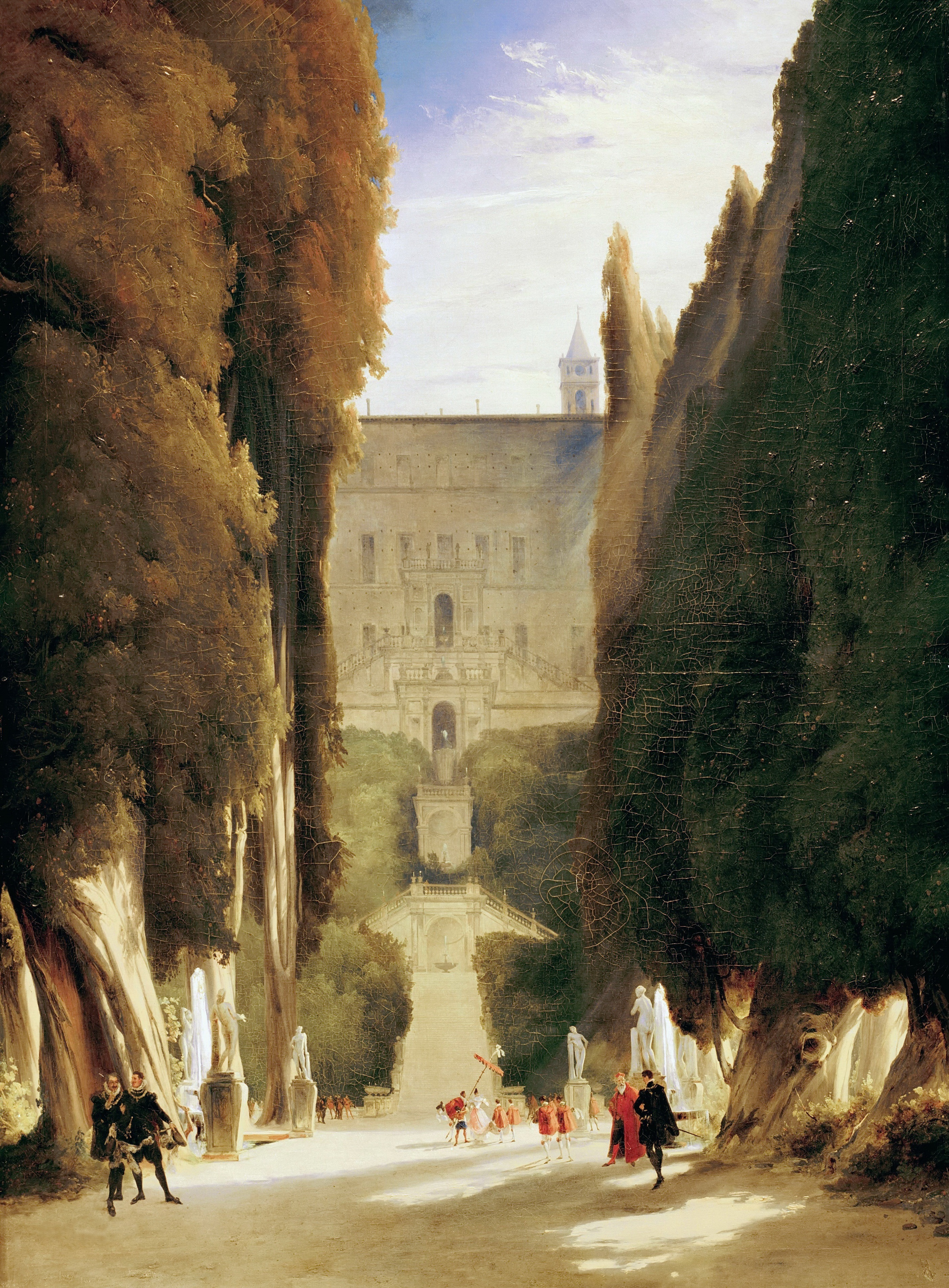
Parco di Villa d'Este 1832 ca

## Opere principali
- Am Waldesrand, (Wuppertal, Von der Heydt-Museum), olio su tavola, 34,5 × 53,5 cm
- la gola della foresta, (Berlino, Alte Nationalgalerie), 1825, olio su tela, 98 × 127 cm
- Rovina della chiesa gotica, (Dresda, Gemäldegalerie), 1826, olio su tela, 129,5 × 96,5 cm
- Paesaggio demoniaco, (Schweinfurt, Museo Georg Schäfer), 1826 circa
- Rovina della chiesa gotica, (Dresda, Schloss Pillnitz), 1826
- Waldschlucht mit Rotwild, (Hannover, Niedersächsisches Landesmuseum), 1828
- Bagnanti nel parco di Terni, (Stoccarda, Staatsgalerie), 1828/29, olio su carta, 36 × 26 cm
- Bagnanti nel parco di Terni, (Dusseldorf, Kunstmuseum), 1829, olio su tela, 32 × 24,5 cm
- Grotta con due monaci nel Golfo di Napoli, (Colonia, Wallraf-Richartz Museum), 1829
- Il Foro Romano, (Vienna,  Belvedere), 1829, olio su cartone.
- Pomeriggio a Capri, (Vienna, Belvedere), 1829 circa, olio su tela.
- Il Vesuvio, (Frankfurt am Main, Goethemuseum), 1829, olio su tavola.
- Grotta nel parco di Villa d'Este, (Cottbus), 1829-30 circa, olio su tela, 31 × 40 cm
- Nel parco di Villa d'Este, (Berlino, Alte Nationalgalerie), 1830, olio su tela, 126 × 93 cm
- Monastero di Santa Scolastica a Subiaco, (Wuppertal, Museo Von der Heydt), 1830 circa, olio su tela, 1110 × 77 cm
- Nel parco di Villa Borghese, (Berlino, Vecchia Galleria Nazionale), circa 1830, olio su tela, 78 × 63 cm
- Costruzione di Schöllenen, (Monaco di Baviera, Neue Pinakothek), circa 1830-32, olio su tela, 77,8 × 104,5 cm
- Due donne nel parco, (Monaco, Neue Pinakothek), circa 1830-32, olio su tela, 39,5 × 33,2 cm
- Mühlental di Amalfi, (Lipsia, Museo di belle arti), 1831
- La Villa d'Este a Tivoli, (Berlino, National Gallery), 1831/32, olio su tela, 127,5 × 94 cm
- Vista di Assisi , (Monaco di Baviera, Neue Pinakothek), 1832 circa -35 circa, olio su tela, 97,3 × 146,5 cm
- La costruzione del ponte del Diavolo, (Monaco, Neue Pinakothek di Monaco), 1833
- Ragazze che si bagnano nel parco di Terni, (Schweinfurt, Museo Georg Schäfer), 1835/37
- Bagnanti nel parco di Terni, (Hannover, Museo statale della Bassa Sassonia), 1836, olio su tela, 101 × 56,5 cm